# Perzsa leopárd
A perzsa leopárd, latin nevén  Panthera pardus ciscaucasica, amely szinonimája a Panthera pardus saxicolornak, a ragadozók (Carnivora) rendjébe és a macskafélék (Felidae) családjába tartozó leopárd (Panthera pardus) egy alfaja. A perzsa leopárd a leopárd (más néven párduc) legnagyobb termetű alfaja. Már csak 871–1290 ivarérett egyede él vadon, és állománya fogyatkozik.
Hívják még kaukázusi leopárdnak, illetve Törökországban anatóliai leopárdnak.

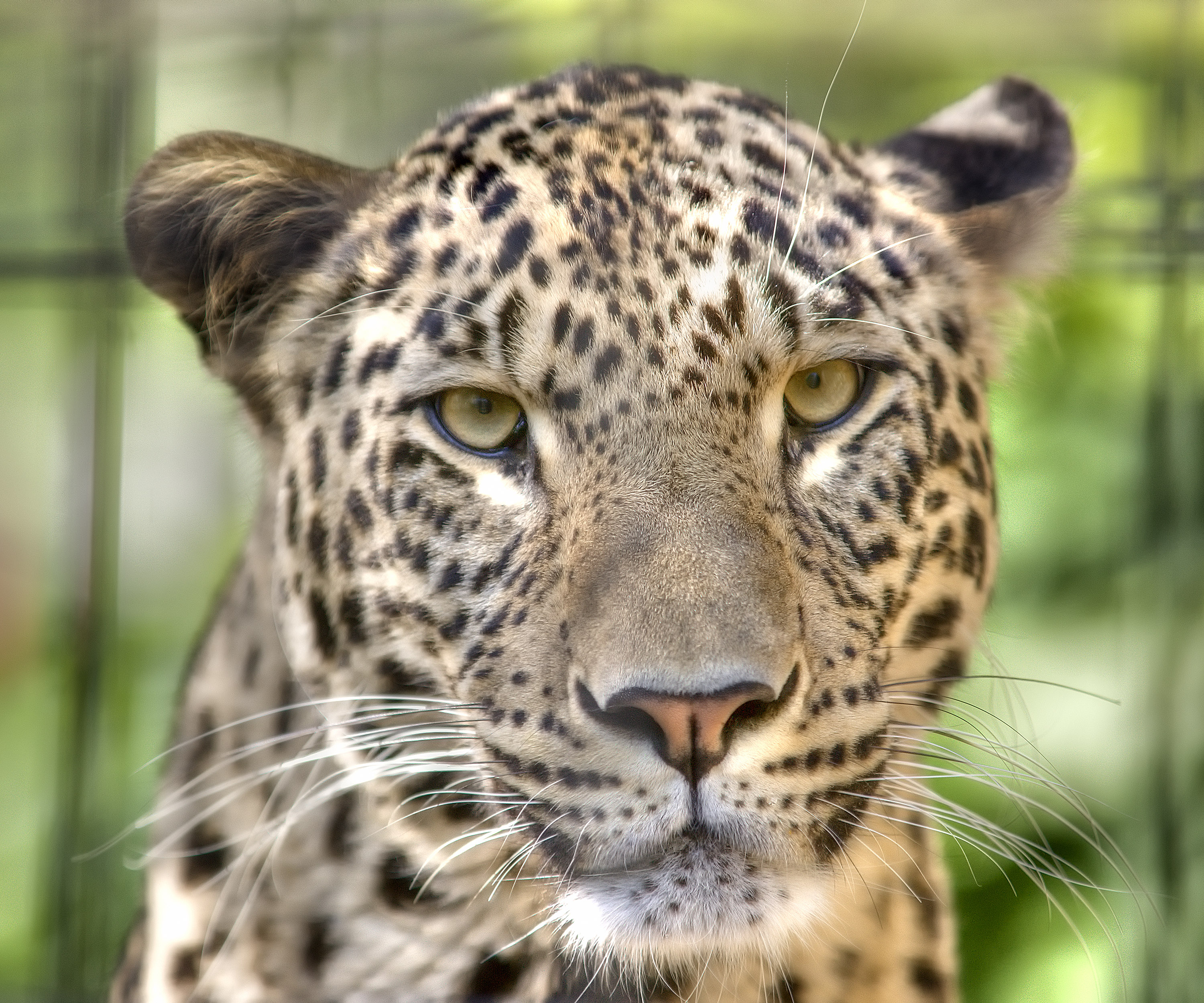
Perzsa leopárd portré.

## Elterjedése
A perzsa leopárd a Közel-Keleten Iránban, Örményországban, Törökországban, Azerbajdzsánban, Grúziában, Üzbegisztánban, Pakisztánban, Tádzsikisztánban, Türkmenisztánban és Afganisztánban fordul elő. Mivel a természetben becslések szerint csupán 1000-1200 példánya él, a Természetvédelmi Világszövetség állományát veszélyeztetettként tartja számon. Bahram H. Kiabi, Population status of the Persian Leopard című tanulmánya szerint Iránban mindössze 148 példányt tartottak nyilván 2002-ben és például ebből a Gulisztán Nemzeti Parkban 35-40-et. Itt a legfőbb veszélyeztető tényezőt a turisták autói jelentették.
A 2001 és a 2005 közötti kutatások szerint a Nagy-Kaukázus nyugati oldalán már nincsenek leopárdok, és csak keleten található még belőlük néhány példány. A legnagyobb populáció Iránban él. A Szovjetunió felbomlása utáni gazdasági válság miatt 1992-re meggyengült a korábbi erős védelem. A meg nem művelt területek erősen töredezetté váltak, és mind a leopárdra, mind a zsákmányállataira kíméletlen vadászat várt. A hiányzó alapadatok és a felmérések hiánya miatt nehéz felbecsülni az egyes fajok állományának hanyatlását.
2008-ban a vadon élő perzsa leopárdok létszámát 871–1290 ivarérett egyedre becsülték:
- 550–850 Iránban[7]
- 200–300 Afganisztánban, róluk keveset tudunk
- 78–90 Türkmenisztánban
- legfeljebb 10–13 Örményországban
- legfeljebb 10–13 Azerbajdzsánban
- 10-nél kevesebb az orosz Észak-Kaukázusban
- kevesebb, mint 5 Törökországban[8]
- kevesebb, mint 5 Grúziában
- 3–4 Nagorno-Karabakhban.

Mivel ennyire ritka fajjá vált, szükséges volt tenyészprogramot indítani a megmentésére. Az alfajok közül elsőként a perzsa leopárdnak indult tenyészprogramja az európai állatkertekben, melynek koordinátora a németországi Münster állatkertje lett. A programban sok európai állatkert vesz részt. Ennek a programnak a keretén belül érkezett azután a Miskolci Állatkertbe egy 2009-ben született nőstény. Európában ebben a program kb. 100 egyedet gondoznak, amelyből egyet Miskolcon nevelnek. A Lisszabonban született nőstényt Tarecának nevezték el. A programban tenyésztett perzsa leopárdok őseit 1955 és 1967 között fogták be az Elburz-hegységben, a Kopet-dagban vagy az Ala-Dagh-hegyekben.
Kazahsztánban egy leopárdot találtak 2000-ben Jambil környékén. 2007 és 2015  között két egyedet lőttek le az ország nyugati részén fekvő Mangystauban. 2018 szeptembere és decembere között a Ustyurt Vadrezervátum területén kameracsapdák felvettek egy perzsa leopárdot, amelyik egy sziklán tartózkodott.

## Élőhelye
Mint minden leopárd, a perzsa leopárd is nagyon jól alkalmazkodik a különféle környezetekhez. Megtalálható erdőkben, füves sztyeppéken, folyópartokon, félsivatagokban, habár legnagyobb populációja az Elburz lábainál elterülő füves sztyeppén él. Eredetileg mindenütt megtalálható volt Iránban, kivéve a nyílt síkságokat és az intenzíven művelt területeket. Kerüli a hosszan hóval fedett helyeket, és a városok környékét. A Nagy-Kaukázusban 600–3800 m magasan él. Megtalálja helyét a sziklás lejtőkön, a hegyi sztyeppéken, és a Kis-Kaukázus és Irán ritkás fenyveseiben. A teljes ökorégióban csak kisebb, töredezett populációi maradtak. Mindenütt kicsi a lakható területek, és inkább a határvidékeken él. A többi népesség az iráni magnépességtől függ.

## Megjelenése
A perzsa leopárd testhossza meghaladja a két métert; Iránban több tartomány adatai alapján átlagos testhossza 259 cm. Egy észak-iráni fiatal hím 64 kg-os volt. Tömege 40–90 kg körül mozog. A legnagyobb ismert koponya hossza 288 mm. Bundája tömött, világos sárgás, sötétebb és nagyobb barna pöttyökkel, a pöttyök a fej felé haladva kisebbedhetnek, és a hasi tájékon a leghaloványabbak. Iránban találtak nagyon világos és sötét egyedeket is.

## Táplálkozása
Természetes élőhelyének csúcsragadozója, elsősorban közepes termetű patásokat zsákmányol, de nem veti meg a kis testű emlősöket és a madarakat sem. Szívesen fogyasztja a golyvás gazellát, bezoárkecskét, a gímszarvast, az őzet, a indiai tarajossült, a pocoknyulakat és a vaddisznót, a lakott területek közelében a juhokat, a kecskéket és a kutyákat. Az észak-iráni Gulisztán Nemzeti Parkban főként vadjuh és vaddisznó a zsákmány, de gyaníthatóan gyakori zsákmány még a vadkecske is. Délkelet-Örményországban bezoárkecske, vaddisznó, őz és hystrix a fő tápláléka. Iránban előfordulása a vadkecskét és a vadjuhot követi, de kisebb fajok fogyasztása is sejthető. Feljegyezték, hogy onagerre támadt.
Zsákmányát elejtés után néha egy magasabb fa villás ágára viszi fel, hogy megmentse más húsevőktől, madaraktól. Nagyon erőteljes állat, megfigyeltek már olyan leopárdot is, amely 6 méter magasságba helyezte el zsákmányát és olyat is, ami egy kifejlett kossal felugrott egy 3 méter magas sziklapárkányra. Az orvvadászat és élőhelyének drasztikus csökkenése miatt, állománya veszélyeztetetté vált, és ebben közrejátszik, hogy élőhelyén gyakoriak a háborús konfliktusok.

## Fenyegetések

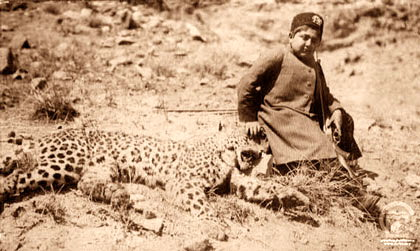

A perzsa leopárdot a következők veszélyeztetik: a faj és zsákmányállatainak orvvadászata, a határzónákban történő csapatmozgatások és hadműveletek, élőhelyének zsugorodása az erdőirtás, a tüzek, a mezőgazdaság terjedése és az infrastruktúra bővítése.
Iránban mind az orvvadászat, mind az élőhelyének pusztulása erősen veszélyezteti a fennmaradását. A védett területeken kívül nagyon kicsik az esélyei a túlélésre. Az utóbbi években gyakoribbá vált aszály a vadkecskét és a vadjuhot is megtizedelte. A vizsgálatok szerint a 2007-2011 között elpusztult perzsa leopárdok életét 70%-ban az orvvadászat és 18%-ban közlekedési baleset oltotta ki.

## Védelme
A Panthera pardus szerepel a CITES függelékében. Az iráni természetvédelmi törvény szerint védett.

### Fogságban
2011-ben 112 perzsa leopárd élt fogságban, köztük 48 hím, 50 nőstény, és 5 meghatározatlan nemű, 12 hónaposnál fiatalabb egyed. Mindezek a leopárdok 9 őstől származnak, akit a 20. század második felének elején fogtak be. A beltenyészet külön gondot jelent a fajmegőrzésben részt vevő állatkertekeben.

### Visszatelepítési tervek
2009-ben a Sochi Nemzeti Parkban megalapították a Perzsaleopárd-tenyésztő és Rehabilitáció Központot. Még ebben az évben két hím érkezett Türkmenisztánból és 2011-ben két nőstény Iránból. Utódaikat a Kaukázus Bioszféra Rezervátumba tervezik visszatelepíteni.
2012-ben egy pár leopárd érkezett Lisszabonból a központba. 2013 júliusában két kölykük született. Tervezik, hogy miután megtanulták a túlélést a vadonban, szabadon eresztik őket.

## A kultúrában
A leopárd gyakori volt Perzsiában, és hatott Elő-Ázsia kultúrájára. Iránban sok hely viseli a Palang-Kuh (Leopárd-hegy) nevet.

## Képek
|  |  |  |